# سی روز ماه
گاهشماری و جشن های ایران باستان سال ایران باستان به ۱۲ ماه و هر ماه به سی روز که هرکدام دارای نام ویژه‌ای می‌باشند و هر ماه به ۴ بخش تقسیم می‌گردد. دو قسمت اول دارای هفت روز و دو قسمت دوم دارای هشت روز می‌باشند. در این گونه تقسیم بندی روزهای نخست به نام آفریدگار که به ترتیب اورمزد و دی بآذر و دی بمهر و دی بدین می‌باشند جای دارد. جدول زیر چگونگی قرار گرفتن روزها را نشان می‌دهد:
۱.اورمزد، وهمن، اردیبهست، شهریور، سپندارمزد، خورداد، امرداد.
۲.دی بآذر، آذر، آبان، خور (خیر)، ماه، تیر، گوش
۳.دی بمهر، مهر، سروش، رشن، فروردین، ورهرام، رام، باد
۴.دی بدین، دین، ارد، اشتاد، آسمان، زامیاد، مانتره سپند، انارام
نام‌های سی روز ماه که از اوستا سرچشمه گرفته با چم (معنی) هر یک از آنها:
1. اورمزد: ساده شده اهورا مزدا
2. بهمن: اندیشه نیک
3. اردیبهشت: بهترین راستی و پاکی
4. شهریور: شهریاری نیرومند
5. سپندارمزد: فروتنی و مهر پاک
6. خورداد: تندستی و رسایی
7. امرداد: بی مرگی، جاودانی
8. دی بآذر: آفریدگار
9. آذر: آتش، فروغ
10. آبان: آبها، هنگام آب
11. خور: آفتاب، خورشید
12. ماه: ماه
13. تیر: ستاره تیر، ستاره باران
14. گوش: جهان، هستی
15. دی بمهر: دوستی
16. مهر: دوستی، پیمان
17. سروش: فرمانبرداری
18. رشن: دادگری
19. فروردین: فروهر، نیروی پیشرفت
20. ورهرام: پیروزی
21. رام: رامش، شادمانی
22. باد: باد
23. دی بدین: آفریدگار
24. دین: بینش درونی
25. ارد: خوشبختی، دارایی و خواسته
26. اشتاد: راستی
27. آسمان: آسمان
28. زامیاد: زمین
29. مارسپند: گفتار نیک
30. انارام: فروغ و روشنایی بی پایان[۱]

1. ↑  گاهشماری و جشن های ایران باستان.